# Institut Saint-Stanislas (Bruxelles)

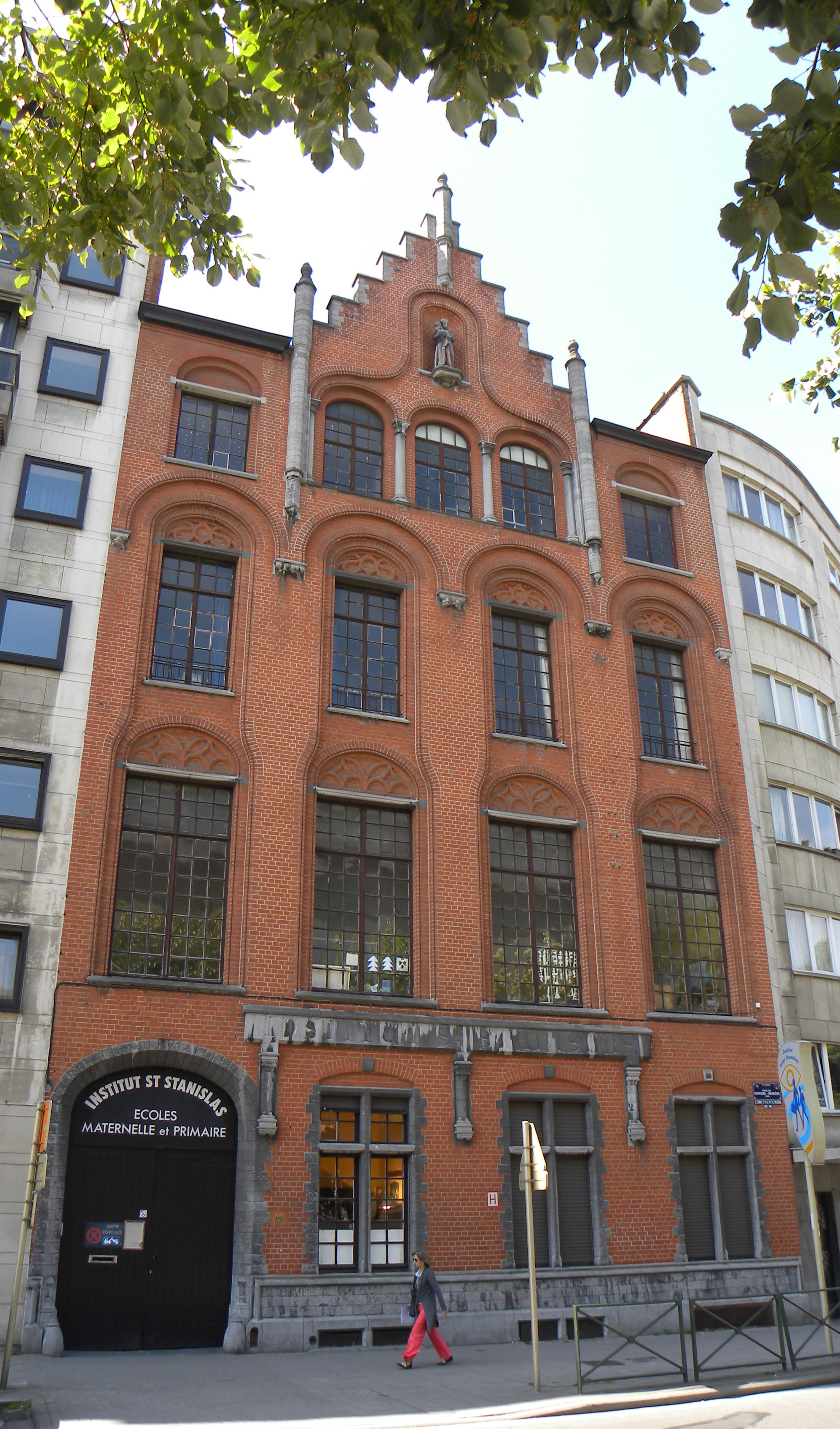
Façade classée de l'école. 115 avenue des Nerviens.

Pour les articles homonymes, voir Saint-Stanislas et Collège Stanislas.
L'Institut Saint-Stanislas à Etterbeek (Bruxelles), appelé familièrement Saint-Stan ou de façon plus bruxelloise Saint-Slache, est un établissement scolaire catholique appartenant au réseau libre subventionné. Il a été fondé en 1892 par les Frères de la Miséricorde. L'école est établie depuis 1903 sur le site entre l'avenue des Nerviens et la chaussée Saint Pierre, face au parc du Cinquantenaire.
- Accès à l’école : lignes de bus STIB 22, 27, 80, arrêt Gaulois
- Metro 1, 5, arrêt Merode

## Histoire

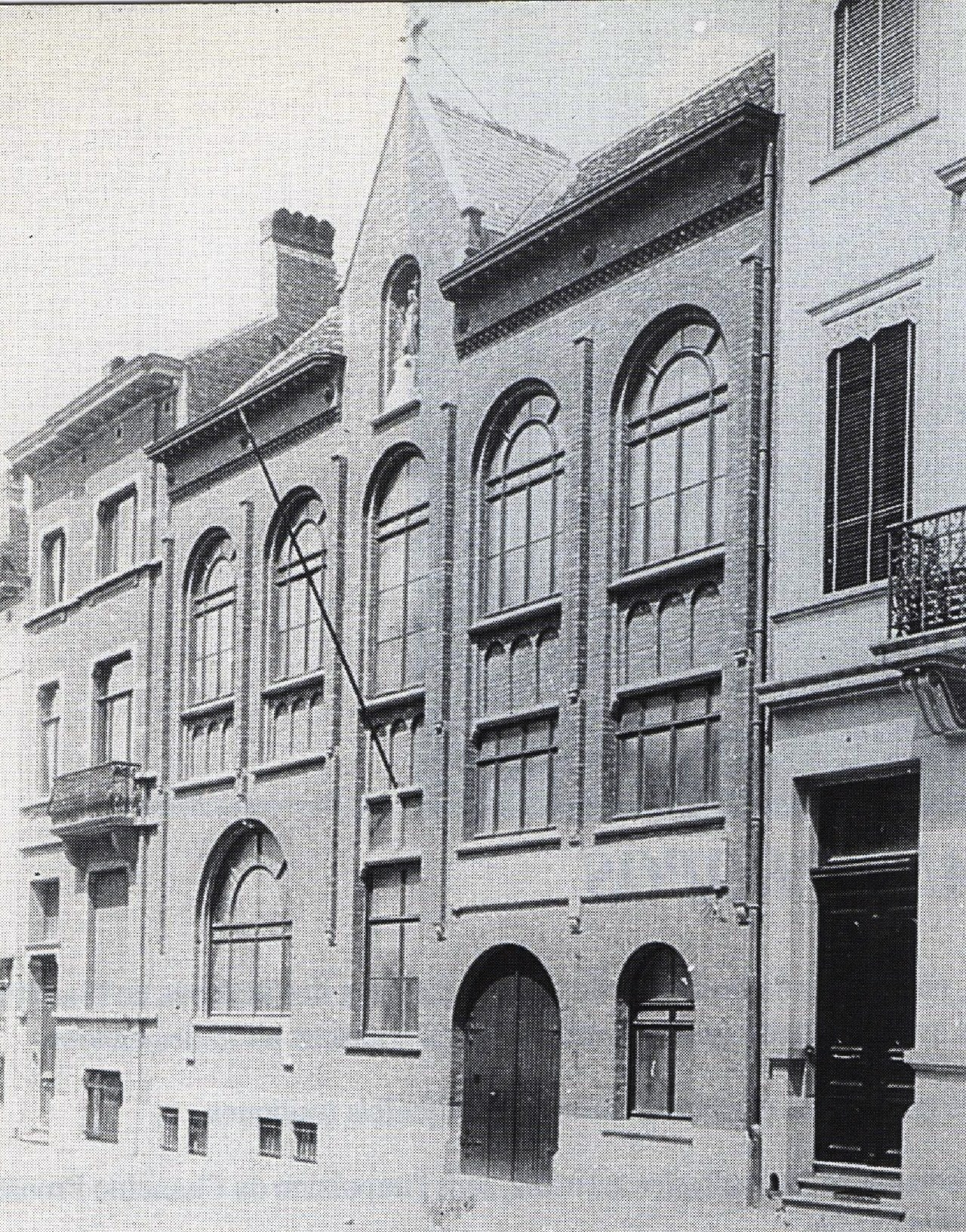
Le premier Institut avenues des rentiers.

## Histoire[2]

### Premier institut
À la fin du XIXe siècle, l'abbé Boone, curé de la paroisse Sainte-Gertrude à Etterbeek demande aux Frères de Notre-Dame de la Miséricorde d'ouvrir au numéro 64 de la rue des Rentiers (aujourd'hui avenue Général Leman) une nouvelle école pour promouvoir l'enseignement catholique. La première année scolaire débute le 4 octobre 1892 avec une soixantaine d'élèves. L'école paroissiale Sainte-Gertrude était déjà entre les mains des Frères. Cette école devint l'école Technique Saint Joseph, adossée physiquement au site actuel de l'école.

### Deuxième institut

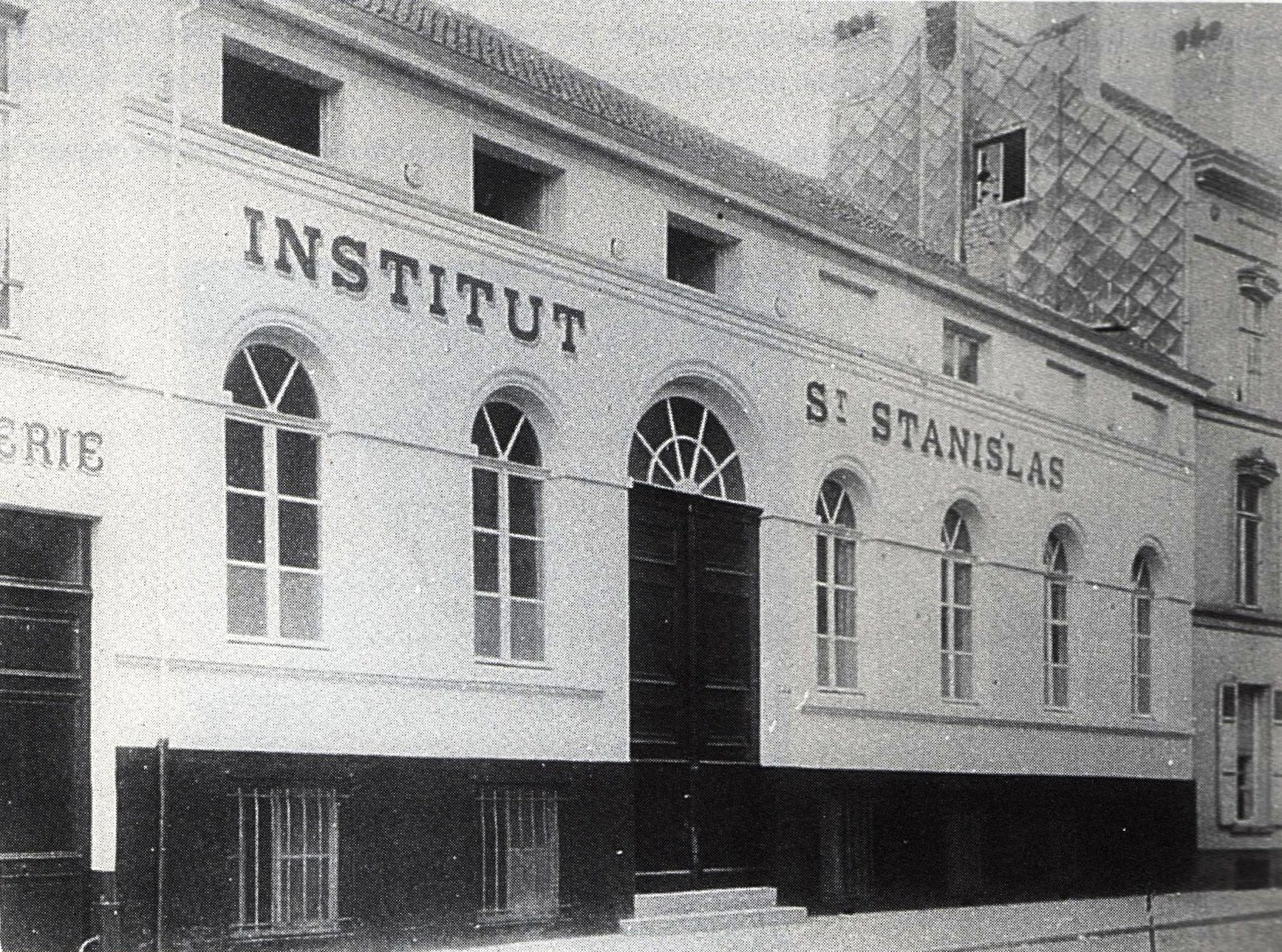
Le deuxième Institut, chaussée de Wavre.

En 1893 un bâtiment est acquis au 344 chaussée de Wavre et en 1894 le déménagement de l'école est effectif. Différents travaux d'agrandissements et d'aménagements y seront exécutés.

### Troisième institut
En 1901 les bâtiments de l'école doivent être vendus. L'architecte Hubert Marcq (1864-1925), prend en main la construction d'un nouvel institut sur un terrain offert par le sénateur et bourgmestre d'Etterbeek, Nestor Plissart. Dès le 6 avril 1903 le déménagement dans des nouvelles constructions comportant classes, chapelle et salle des fêtes a lieu sur le site du 115 avenue des Nerviens.
À cette époque l'école est constitué des seules classes primaires.

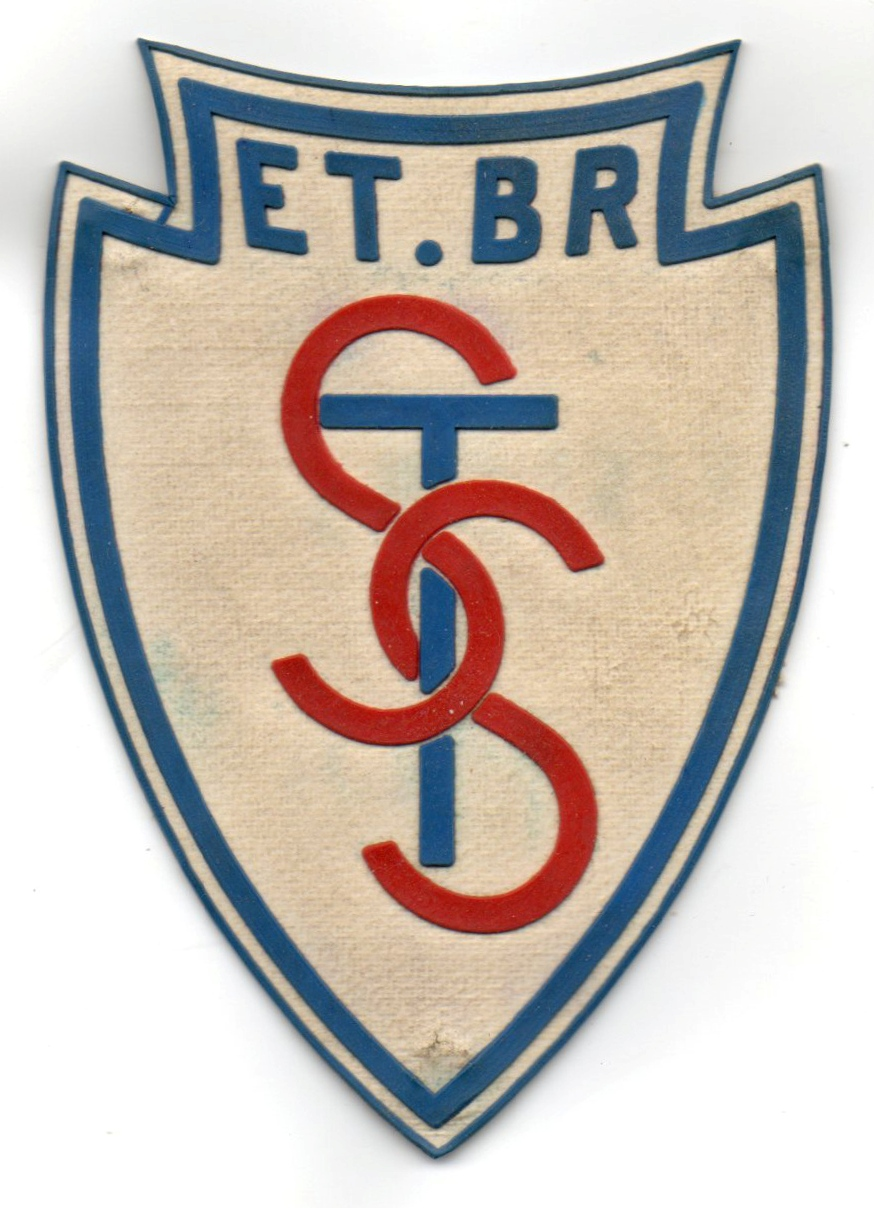
Emblème de l'uniforme de gymnastique de l'Institut dans les années 60-70.

En 1919 l'éclairage électrique est installé dans l'école.
En 1922 est créé le premier Comité scolaire de l'Institut.
En 1924 une convention entre en vigueur entre le Comité scolaire et le Frère Supérieur général. Le Comité se charge de l'entretien des bâtiments et de l'exploitation de l'Institut. Les Frères prennent en charge l'enseignement.
En 1932 a lieu la fondation de l'Association des anciens élèves de l'Institut.
Durant la guerre 1939-1945 le bâtiment "131" avenue des Nerviens est occupé par la Kommandantur allemande. La porte d'entrée blindée date de cet épisode.
En 1953 les Frères de la Miséricorde demandent à être déchargés de leur mission d'enseignement. En juillet les deux derniers Frères quittent l'Institut.
La direction est alors reprise par l'abbé Albert Proost qui crée la section des Humanités gréco-latines.
Il pilotera la croissance de l'Institut avec une attention à la qualité de l'enseignement et à son esprit de famille.
En 1955 un deuxième étage est construit sur le long bâtiment des classes primaires.
Par ailleurs il fera diverses acquisitions immobilières : le 123 avenue des Nerviens en 1959, le no 131 en 1960, en 1961 le 210 chaussée Saint-Pierre.
Sur ce dernier site seront construits un réfectoire, une salle de spectacles, une chapelle et un garage souterrain. Le bâtiment dit le Petit Château est entré dans le patrimoine de l'école dès les premières années de l'installation avenue des Nerviens.
Parallèlement, l'abbé Proost crée en 1956 une association « Air et jeux » qui acquiert un chalet de montagne à La Gruvaz (Saint-Gervais-les-Bains) et y organisera, avec pour moniteurs des professeurs et des anciens élèves, des séjours d'été et d'hiver.
En 1960 l'Institut compte huit abbés comme professeurs.

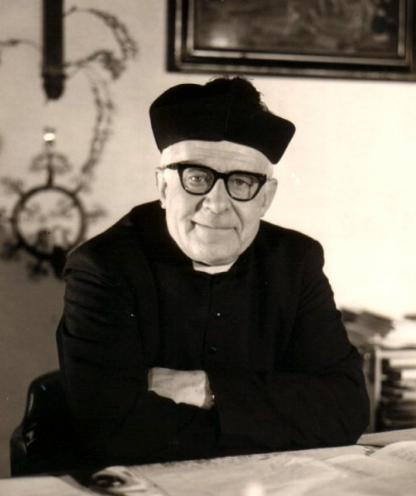
Le chanoine Albert Proost, directeur de 1953 à 1969.

En 1969 le désormais chanoine Proost cède la direction de l'Institut au chanoine Étienne GlibertAlbert Proost aura exercé ses fonctions durant 17 ans à titre bénévole, refusant le titre de Directeur et son revenu.
En 1981, le chanoine Glibert quitte la direction conjointe des Instituts Saint-Stanislas et Saint-Joseph.
En 1982 la mixité est instaurée dans l'école.
En 1984 l'école primaire s'étend par la création de classes maternelles.

## Période contemporaine
En 1992 l'Institut fête ses cent ans.
En 1998 le bâtiment "115" et sa chapelle sont inscrits sur la liste de sauvegarde du patrimoine architectural bruxellois.
En 2003 une école des devoirs s'ouvre au sein de l'Institut.
En 2006, ouverture du "210" un atelier de Création et de Danse indépendant, dans les locaux de la chaussée St Pierre.

## Bâtiments

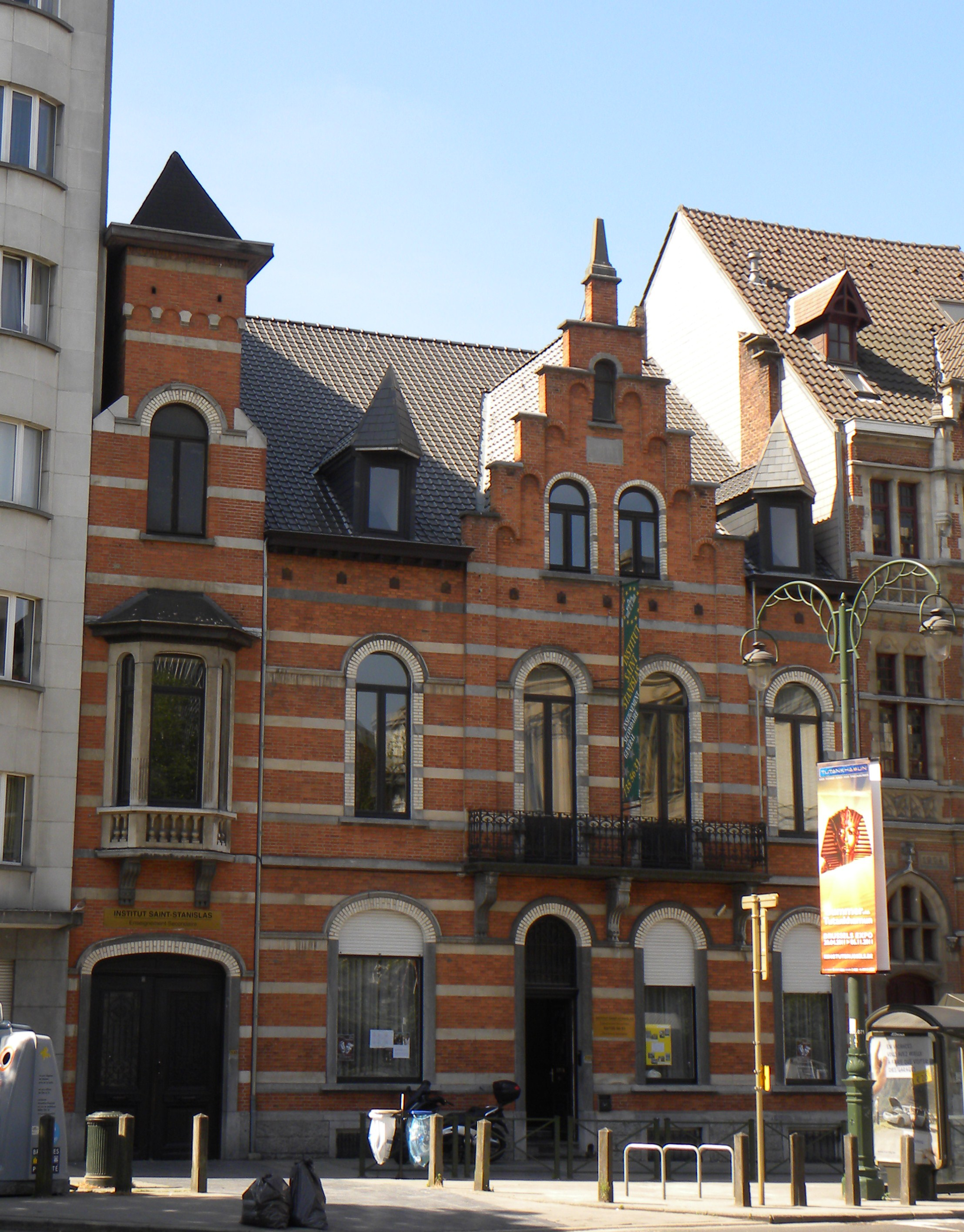
Façade de l'école. 131 avenue des Nerviens.

Les bâtiments originaux de 1903 sont érigés dans un style néogothique. Les autres bâtiments dans un esprit fonctionnel plutôt hétéroclite.
- Le 115 avenue des Nerviens (accès principal vers les classes, la cour de récréation, la direction, ancien logements des frères.)
- Le 123 avenue des Nerviens (logement des abbés, ancien réfectoire, anciens garage à vélo et vestiaire de gymnastique)
- Le 131 avenue des Nerviens (direction, salles de classe)
- Le bâtiment Serneels (salle de gym)
- La passerelle (accès vers les classes de l'Institut Saint-Joseph)
- le Quartier Latin, sa dizaine de classes (et son auvent en béton.)
- Le Petit Château (chaussée Saint-Pierre) salles de classe, laboratoires, salle de sport.
- Le Quartier Saint Pierre (210 chaussée Saint-Pierre) (garage souterrain, réfectoire, salle des fêtes, chapelle devenue salle multi-sport)

Quelques bâtiments
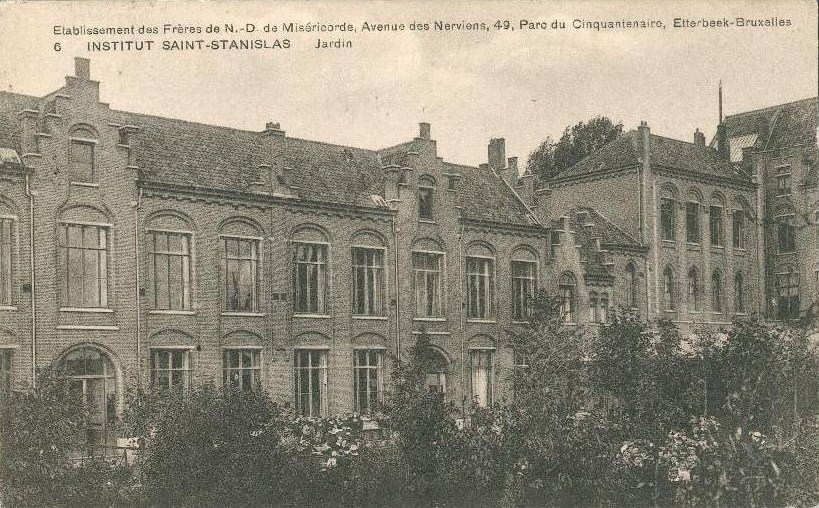
Premier bâtiment des classes avenue des Nerviens en 1907[7].
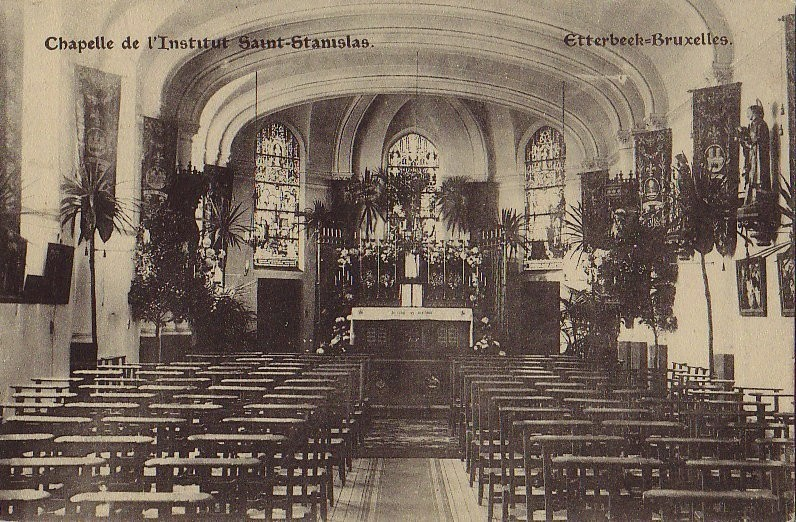
La première chapelle de l'école en 1903.
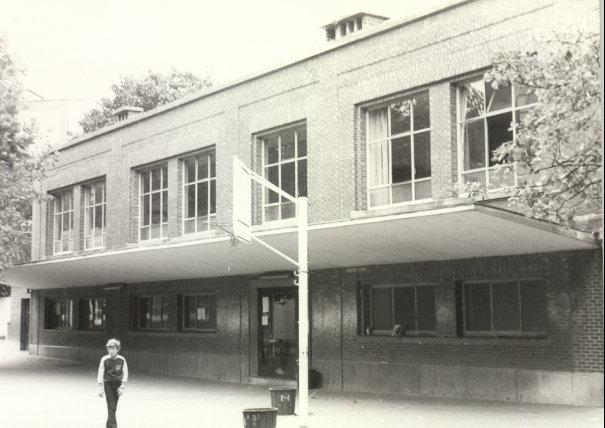
Le Quartier latin dans les années 1960.
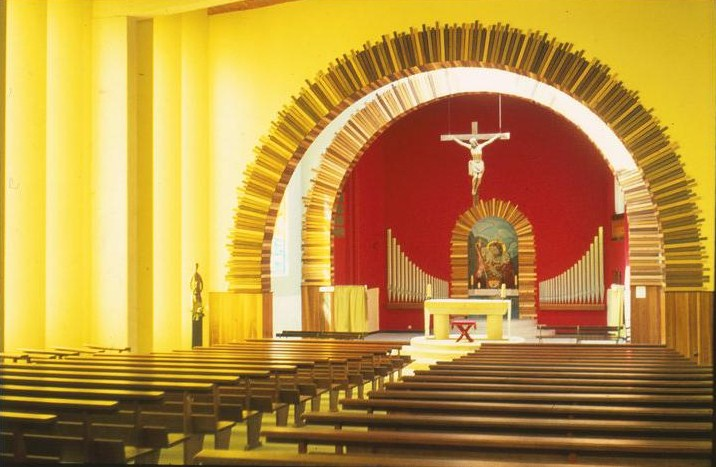
la chapelle du bâtiment, 210 chaussée Saint-Pierre.

## Activités parascolaires
- En 1971, deux élèves novateurs créent avec quelques camarades le Groupement des jeunes protecteurs de la nature, (GJPN) un mouvement d'éducation et d'action en faveur de la protection de l'environnement.
- L'Association des anciens élèves, créée en 1932 a été refondée à de multiples reprises.
- Depuis 2009 L'institut organise chaque année un concert ouvert aux élèves de l'institut et au professeurs . C'est l'occasion de profiter d'un moment de réel bonheur .
- En 2015, l'institut a organisé un concours d'éloquence adressé aux élèves de Rhetos afin de mettre en avant les capacités d'argumentation et oratoires.

## Statistiques
- 1892 : section primaire, 60 élèves
- 1958 : sections primaires et secondaires, 900 élèves
- 1960 : section primaire, 750 élèves, section secondaire, 439 élèves
- 1973 : section primaire, 540 élèves, section secondaire, 568 élèves
- 1977 : section secondaire, 688 élèves

## Liste des directeurs
- 1892 : Frère Timothée
- 1902 : Frère Floribert
- 1904 : Frère Constant
- 1909 : Frère Cassien
- 1912 : Frère Rombaut
- 1914-18 : Frères Justinien et Tharcice
- 1919 : Frère Constant
- 1921 : Frère Antoine
- 1922 : Frère Césaire
- 1923 : Frère Justinien
- 1925 : Frère Florent
- 1927 : Frère Hubert
- 1931 : Frère Benoît
- 1932 : Frère Philémon
- 1934 : Frère Théotime
- 1937 : Frère Léonard
- 1945 : Frère Basile
- 1949 : Frère Césaire
- 1951 : Frère Albéric
- 1953 : Abbé Albert Proost
- 1969-1981 : Chanoine Etienne Glibert
- 1981 : André Dachy (section primaire)
- 1971 - 1995 : Jacques Liégeois (section secondaire)
- 1995-2010 : Pierre-Marie Roland (section secondaire)
- 19xx : Y. Willens (section primaire)
- 2010-2012 : Jean Lungerich (section secondaire)
- 2012-2015 : Anne Lacroix (section secondaire)
- 2015- : Lucille Bismans (section secondaire)

## Personnalités ayant fréquenté l'école
- Orel Mangala (1998-) Footballeur international et membre de l'équipe nationale belge depuis 2022.
- Philippe Aerts (1964-) Musicien bassiste.
- Eric Heymans ( - ) Cinéaste animalier.
- Roland Keunings (1957-) Docteur en Sciences appliquées, professeur UCL, Membre de l'Académie royale de Belgique.
- Roland Vaxelaire (1956-) Homme d'affaires, Administrateur du Groupe GIB.
- André du Bus de Warnaffe (1955-) Sénateur, Conseiller communal à Etterbeek.
- Philippe Martin (1955-) Pilote, organisateur d'événements sportifs et culinaires.
- Baudouin Michiels (1941-) Juriste (UCL), Administrateur de sociétés (Côte d'Or, Unibra, Tessenderlo).
- Michel Englebin (1953-) Reporter-Photographe.
- Jean-Michel Martin (1953-) Pilote automobile et entrepreneur.
- Philippe Baucq (1880 – 12 octobre 1915) Architecte et héros de la Grande Guerre.
- Luc Terlinden (1968-) Archevêque de Malines-Bruxelles.
- Fanny Roy (1974-) actrice, professeur de danse classique et de tango, doubleuse[8].
- François, Jean, Henri et Albert De Hareng habitaient au 15 avenue des Nerviens.

## Anciens élèves décédés durant la guerre 14-18[9]
Henri Amerlinck, Robert Artan de Saint Martin, Jean Bastin, Philippe Baucq, Eugène Boty, Charles Boudeville, Gustave Braet, Gabriel Buedts, Félix De Ceuster, Albert De Loneux, René Hubert, Maurice Jacops, Henri Johnstone, Georges Lahaut, Norbert Liberton, Norbert Mandiau, Fernand Martin, José Petre, Fritz Pringiers, Arthur Quintin, Gino Tani.

Héros de la Guerre 14-18.
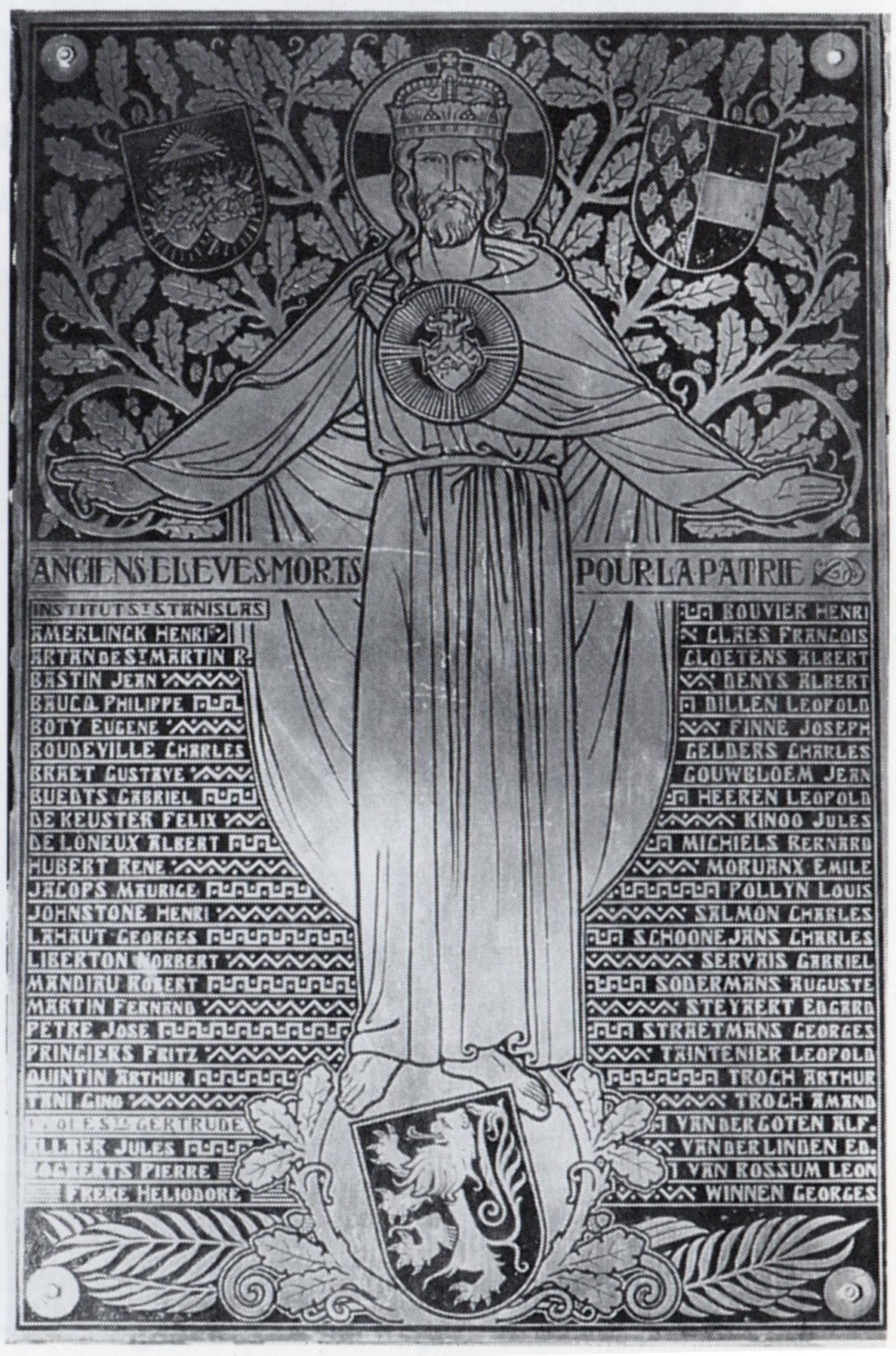
Noms des élèves morts durant la Grande Guerre.
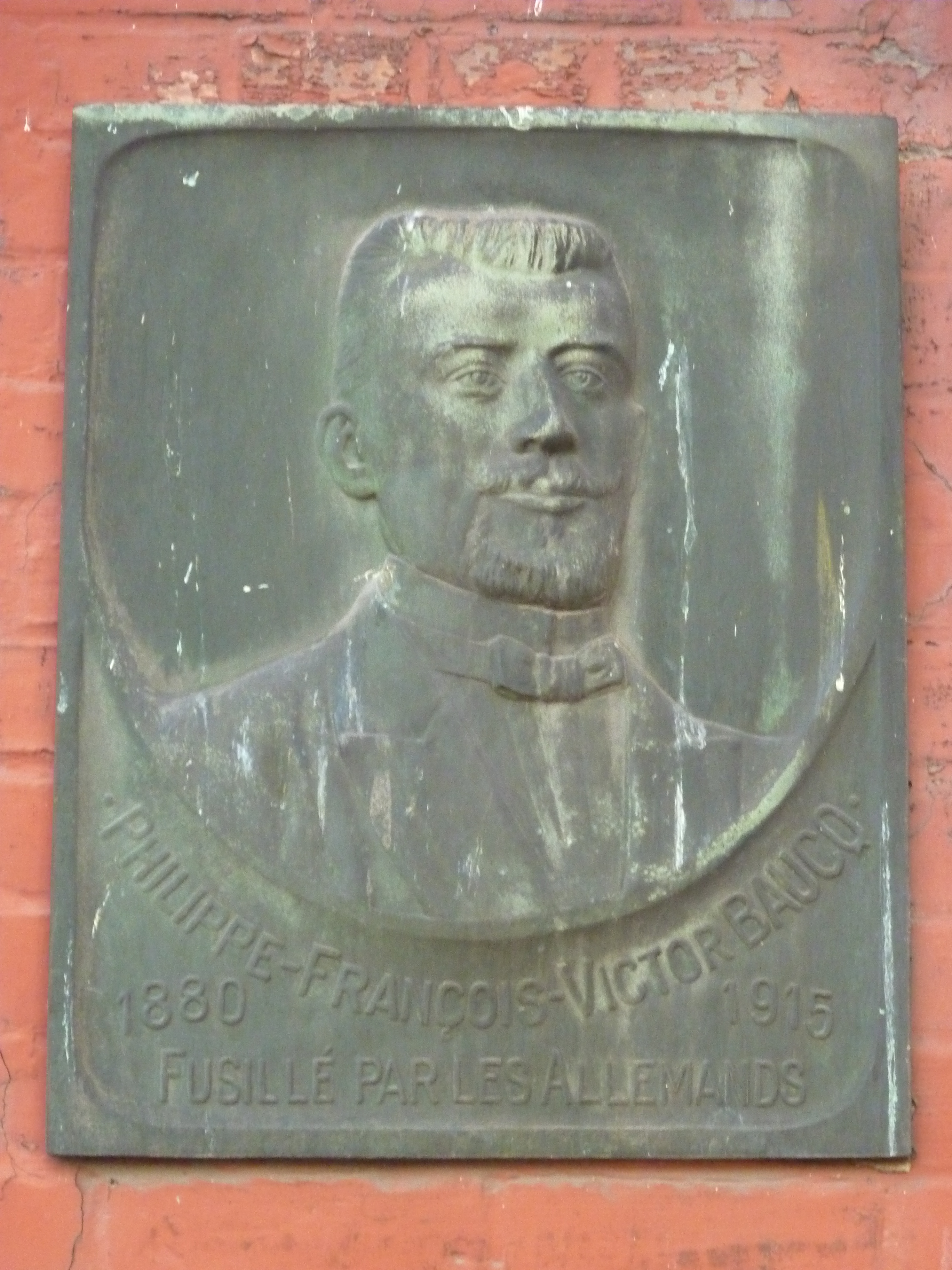
Philippe Baucq (1880-1915)
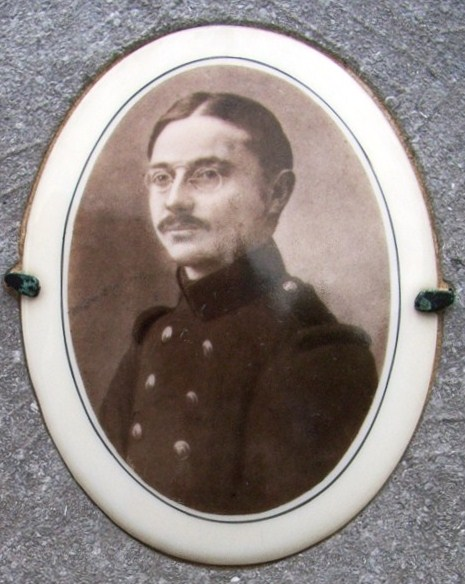
Albert de Loneux, (1892-1914)
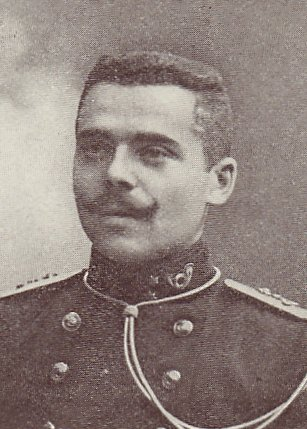
Robert Artan-de-Saint-Martin (1890-1914)
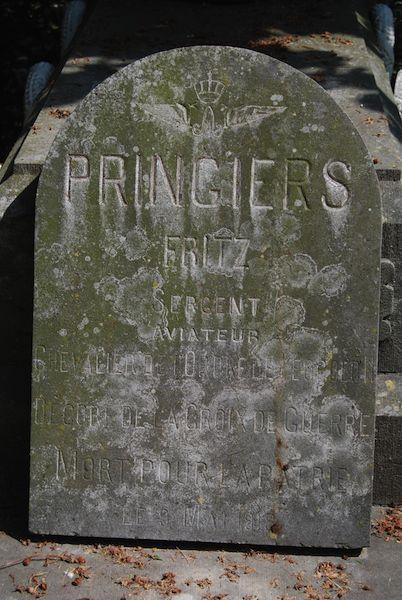
Sépulture de Fritz Pringiers (1892-1918)

## Anecdotes
- Attaque de trams. Une fois par an[14], lors d'une journée bien enneigée, les élèves des classes supérieures roulaient d'énormes boules de neige dans le Parc du Cinquantenaire et les posaient sur les voies des trams 23, 41, 45 et 81 (Avenue des Gaulois) pour bloquer leur passage et bombarder le véhicule de boules de neige jusqu'à l'arrivée des policiers.